# Lőrinc
Lőrinc, également écrit Lőrincz, est un prénom hongrois masculin.

## Étymologie
Le prénom est l'adaptation en magyar de l'anthroponyme latin "Laurentius" (originaire de Laurentum, ancienne ville romaine du Latium vetus ("Laurus"), et/ou du qualificatif "Laurentius", couronné de laurier.

## Équivalents
- Variantes linguistiques du prénom Laurent

## Personnalités portant ce nom
- Krisztina Lőrincz, athlète handisport.

## Fête
Les "Lőrinc" se fêtent le 10 août ou le 5 septembre, rarement le 21 juillet.